# Силова линия
За да онагледим интензитета на електричното поле, използваме графично представяне чрез силови линии. Те показват посоката на интензитета на всяка точка от пространството. За едно поле силовите линии са успоредни на интензитета.
Силовите линии притежават следните свойства:
1. Показват посоката на интензитета на електричното поле
2. Изобразяват се така, че интензитетът на полето да бъде пропорционален на броя на линиите
3. Силовите линии започват с положителен (+) и завършват с отрицателен (-) заряд
4. Те никога не се пресичат